# L'Homme voilé
L'Homme voilé és una pel·lícula dramàtica francolibanesa de 1987 escrita i dirigida per Maroun Bagdadi. Protagonitzada per Bernard Giraudeau, Laure Marsac i Michel Piccoli, va competir en la 44a Mostra Internacional de Cinema de Venècia, on Giraudeau va rebre el premi a millor acto.

## Sinopsi
Pierre es troba en Beirut i es veu embolicat enmig de la guerra, per la qual cosa decideix brindar suport als ferits. Encara que no desitja immiscir-se totalment en l'enfrontament perquè està cansat de la violència, una massacre al barri de l'est l'obliga a actuar, seguint a dos dels perpetradors en cerca de venjança.

## Repartiment
| Actor             | Personatge     |
| ----------------- | -------------- |
| Bernard Giraudeau | Pierre         |
| Michel Piccoli    | Kassar         |
| Laure Marsac      | Claire         |
| Michel Albertini  | Kamal          |
| Sandrine Dumas    | Julie          |
| Fouad Naim        | Oncle de Kamal |
| Sonia Ichti       | Amant de Kamal |
| Jonathan Layana   | Marouane       |
| Kamal Kassar      | Youssef        |